# Peter Underwood
Pour les articles homonymes, voir Underwood.
Peter George Underwood, né le 10 octobre 1937 et mort le 7 juillet 2014, est le 27e gouverneur de Tasmanie en Australie de 2008 à 2014. Il est président de la Cour suprême de Tasmanie de 2004 à 2008, après en avoir été juge à partir de 1984. 
Peter Underwood est né en 1937 au Royaume-Uni et émigre en Australie en 1950. Il sert dans la marine australienne d'abord pendant son service militaire, puis dans la réserve comme sous-lieutenant. Il est diplômé de l'université de Tasmanie depuis 1960 et travaille à Hobart pour le cabinet d'avocats Murdoch, Clarke, Cosgrove et Drake. Il est nommé juge à la Cour suprême en août 1984.